# Tortula savatieri
Tortula savatieri är en bladmossart som beskrevs av Brotherus 1902. Tortula savatieri ingår i släktet tussmossor, och familjen Pottiaceae. Inga underarter finns listade i Catalogue of Life.